# Yoshi (género)
Yoshi es un género extinto de mamífero félido macairodontino perteneciente a la tribu Metailurini. Sus fósiles se han encontrado en depósitos del Turoliense de la época del Mioceno en los Balcanes en 2014 y de especímenes de China que alguna vez se consideraron pertenecientes a Metailurus. Ha sido descrito como un sinónimo potencial de Metailurus, aunque esto es difícil de confirmar. El espécimen tipo es un cráneo que tiene similitudes notables con el del actual guepardo. Yoshi tiene un tamaño intermedio entre el de un lince y un puma, y basándose en varios esqueletos aún por describirse formalmente, puede haber tenido un estilo de vida parecido al de los guepardos, con una constitución mejor adaptada a la velocidad y la persecución de sus presas que el resto de sus parientes macairodontinos, los cuales estaban más dotados para la emboscada y la caza de animales grandes y de movimientos relativamente lentos.